# غيردية سفوية
غيردية سفوية (الاسم العلمي: Gaillardia aristata) هو نوع من النباتات يتبع جنس الغيردية من الفصيلة النجمية.